# Orientbacksvala
Orientbacksvala (Riparia chinensis) är en asiatisk fågel i familjen svalor inom ordningen tättingar, tidigare behandlad som underart till afrikanska brunstrupig backsvala.

## Kännetecken

### Utseende
Orientbacksvalan är en mycket liten svala, endast 10-11 centimeter lång. Den är väldigt lik sin afrikanska motsvarighet brunstrupig backsvala med brun ovansida och ljus undersida med mörkskuggad strupe. Orientbacksvalan har dock mindre näbb, något längre stjärt, blekare övergump samt avvikande läten.

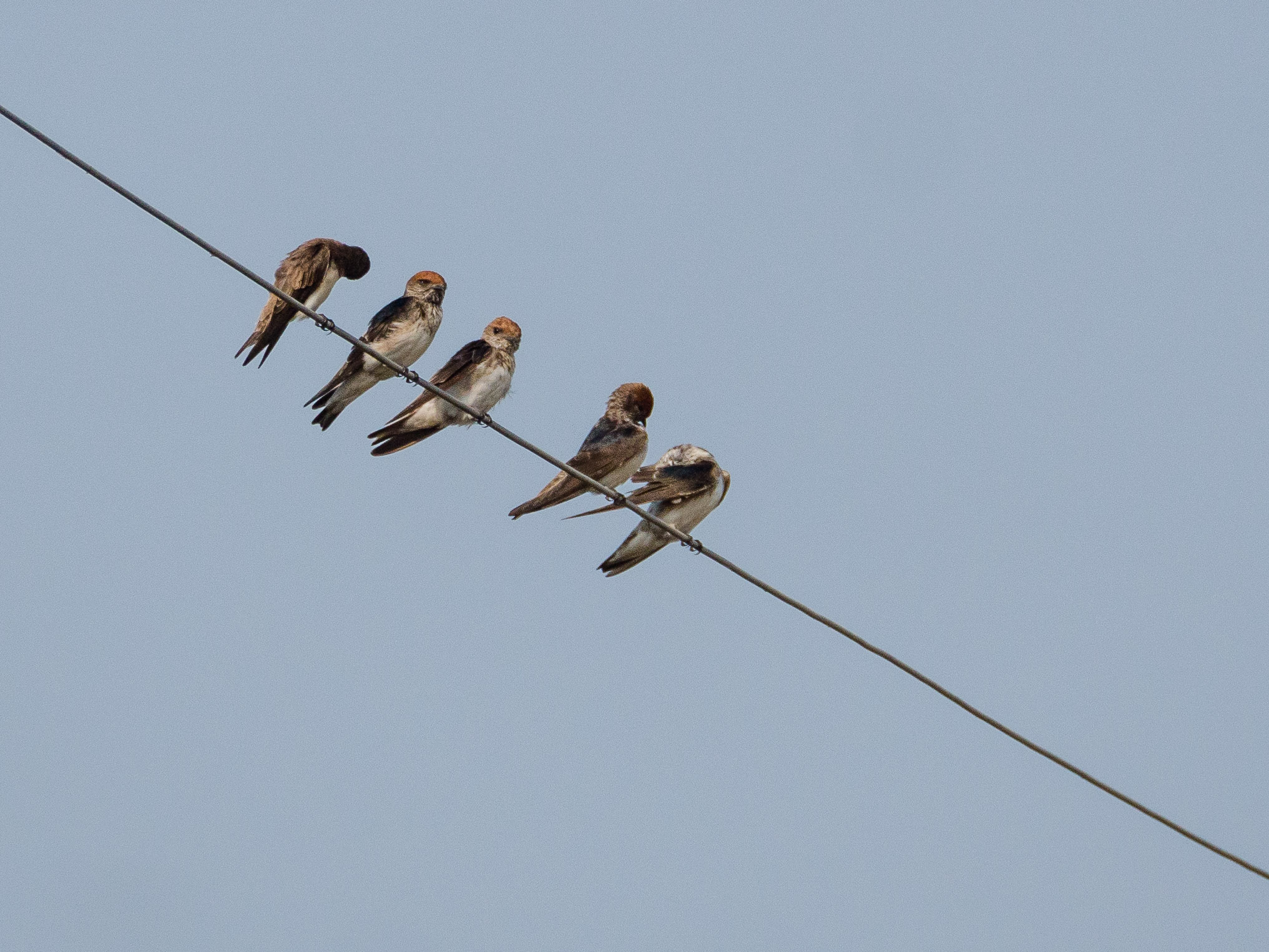
Orientbacksvala med två indiska svalor.

Arten är lik både backsvala och framför allt blek backsvala, men är mindre och har fladdrigare, svagare flykt. Den saknar också något form av bröstband, har mörkare ovansida.

### Läten
Orientbacksvalan låter höra raspiga "chitrr" och ringande "chit-it", påminnande om stjärtmes. Den har även ett tyst backsvalelikt kvitter.

## Utbredning och systematik
Orientbacksvala delas upp i två underarter med följande utbredning:
- R. c. chinensis – förekommer från Afghanistan och Pakistan till norra Indien, Myanmar och Sydostasien
- R. c. tantilla – förekommer i norra Filippinerna (Luzon och eventuellt Negros)

I vissa områden är den stannfågel, men gör lokala förflyttningar i Pakistan, Indien och Bangladesh. Tillfälligt har den påträffats i Hongkong, Iran, Turkmenistan och Uzbekistan.
Tidigare betraktades den som en underart till brunstrupig backsvala (R. paludicola).

## Levnadssätt
Liksom alla backsvalor ses den nära floder, sjöar och andra vattendrag, särskilt under häckningstid då den bygger bon i sandbankar och liknande. Häckningstiden varierar, troligen en anpassning till när regnperioden infaller.

## Status och hot
Arten har ett stort utbredningsområde och en stor population, men tros minska i antal till följd av omvandling av våtmarker, dock inte tillräckligt kraftigt för att den ska betraktas som hotad. Internationella naturvårdsunionen IUCN kategoriserar därför arten som livskraftig (LC). Världspopulationen har inte uppskattats men den beskrivs som generellt vanlig och vida spridd. Den anses vara den vanligaste backsvalan på Indiska subkontinenten.